# Josef Leopold
Josef Leopold (18 de febrero de 1889 - 24 de julio de 1941) fue Gauleiter del Partido Nazi de la Baja Austria de 1927 a 1938, así como Landesleiter (líder estatal) del Partido y jefe de las Sturmabteilung (SA) para toda Austria de 1935 a 1938. Pertenecía a la facción dentro del nazismo austriaco que apoyaba un Estado nazi austriaco independiente en lugar de una unión con Alemania. Adolf Hitler le destituyó justo antes del Anschluss con Alemania. Al estallar la Segunda Guerra Mundial, Leopold se alistó en el ejército alemán y murió durante la invasión de la Unión Soviética.

## Primeros años y carrera militar
Leopold nació en Langenlois, en la región rural de Waldviertel (Baja Austria), y asistió allí a la Volksschule hasta 1904.  Después, pasó un año estudiando en una escuela especializada en fruticultura y viticultura, antes de trabajar en la pequeña explotación agrícola de su padre. Posteriormente, optó por una carrera militar, incorporándose al 49.º Regimiento de Infantería del Ejército Austrohúngaro el 7 de octubre de 1910. Con el inicio de la Primera Guerra Mundial, sirvió como jefe de pelotón con el rango de Stabsfeldwebel, participando en el frente oriental hasta que fue capturado el 1 de agosto de 1915 por el Ejército Imperial Ruso. Fue enviado a Siberia como prisionero de guerra, donde permaneció hasta febrero de 1918, cuando escapó y regresó a Austria.
Leopold se convirtió en instructor de nuevos reclutas en Viena y, tras el final de la guerra, permaneció en el servicio militar con la Volkswehr. Tras la reorganización del ejército después de la instauración de la república, fue retenido en el nuevo Bundesheer y asistió a la escuela militar de Enns. Comisionado como Leutnant en marzo de 1919, fue destinado al 6.º Regimiento de Infantería en julio de 1920, con base en Krems an der Donau. En agosto de 1923 se convirtió en su oficial de instrucción, donde permaneció hasta 1925. En 1927 fue ascendido a Oberleutnant y destinado como oficial de artillería en una batería de obuses de montaña. Ascendido al rango de Hauptmann en enero de 1931, se convirtió en comandante del 1er Batallón Feldjäger el 1 de julio de 1931.

## Entrada en la política
La participación inicial de Leopold en política se produjo en diciembre de 1918, cuando se afilió al Partido Socialdemócrata de Austria. Sin embargo, en marzo de 1919 había cambiado de bando para unirse al Deutsche Nationalsozialistische Arbeiterpartei de Walter Riehl y se convirtió en un activista convencido del partido tras oír a Adolf Hitler hablar en Krems en 1920. Leopold ascendió rápidamente en las filas del partido, de Ortsgruppenleiter en Krems en 1924 a Kreisleiter del distrito de Waldviertel en 1925 y, en septiembre de 1926, se afilió formalmente al Partido Nazi (número de afiliación 50.416) y fue nombrado líder de la Sturmabteilung en Baja Austria, así como Gauleiter adjunto de esa región. Como miembro precoz del Partido, más tarde recibiría la Insignia de Oro del Partido. El 29 de agosto de 1927 fue nombrado personalmente por Hitler Gauleiter de Baja Austria. Del 21 de mayo de 1932 al 23 de junio de 1933, fue miembro del Landtag de Baja Austria y líder de la facción nazi en ese órgano, así como miembro del Landesrat (consejo estatal).
Leopold pertenecía a la facción independentista dentro del nazismo austriaco e insistía en que Adolf Hitler era sólo un líder espiritual y no el futuro líder austriaco. La facción de Leopold dentro del nazismo austriaco era de carácter clandestino y con frecuencia lanzaba ataques terroristas. Su posición como extremista partidario de la independencia le enfrentó al ala pro Gran Alemania de Theodor Habicht y al ala constitucional independentista de Anton Reinthaller.
El 19 de junio de 1933, 32 policías auxiliares de Krems resultaron heridos por granadas de mano en un atentado terrorista perpetrado por nazis, y el gobierno austriaco del canciller Engelbert Dollfuß respondió ilegalizando el Partido Nazi en Austria. Posteriormente, Leopold fue destituido de sus cargos en el Landtag y el Landesrat, y también fue licenciado del ejército austriaco el 31 de agosto de 1933. El único Gauleiter que se negó a huir de Austria, fue detenido el 16 de septiembre y retenido para ser investigado hasta el 1 de febrero de 1934, cuando fue puesto en libertad por falta de pruebas. Detenido de nuevo el 5 de mayo del mismo año, fue internado en el campo de concentración de Wöllersdorf hasta julio.

## El liderazgo de los nazis austriacos
Leopold fue nombrado Landesleiter del prohibido Partido Nazi austriaco el 29 de enero de 1935 y jefe de todas las tropas de las SA en Austria en junio. Sin embargo, ese mismo mes fue internado de nuevo en Wöllersdorf por distribución de panfletos propagandísticos. Más de un año después, el 11 de julio de 1936, Hitler concluyó un acuerdo con el canciller Kurt Schuschnigg, por el que se reconocía la soberanía de Austria y se acordaba que el nacionalsocialismo austriaco era un «asunto interno» sobre el que Alemania no ejercería ninguna influencia directa ni indirecta. A cambio, Austria aceptó una amnistía para los nazis encarcelados, y Leopold obtuvo la libertad el 23 de julio. Aunque oficialmente seguía siendo el líder del partido, Leopold descubrió que durante su estancia en prisión gran parte del poder dentro del partido había pasado a manos de Friedrich Rainer y Odilo Globocnik, quienes, siguiendo instrucciones expresas de Hitler, trataban de establecer alianzas con líderes más conservadores como Arthur Seyss-Inquart e incluso Schuschnigg.
Más tarde, en 1936, Leopold comenzó a negociar con Schuschnigg en un intento de recuperar el estatus legal para el Partido Nazi. Leopold esperaba con ello formar parte de un gobierno de coalición y llegar a formar un gobierno nazi independiente en Austria. Entonces intentó colaborar más estrechamente con otros grupos nacionalistas para acercarse a su ideal de una Austria nazi y, en este empeño, se ganó el respaldo de los ministros del gabinete Edmund Glaise-Horstenau y Odo Neustädter-Stürmer. A pesar de ello, las conversaciones con Schuschnigg no llegaron a nada y los deseos de Leopold de ver reconocidos a los nazis y de establecer una coalición conocida como Deutschsozialer Volksbund quedaron incumplidos. De hecho, Leopold salió mal parado de las negociaciones, ya que no sólo se hicieron públicos sus planes de reconstituir el Partido Nazi como parte del Frente Patriótico, sino que tampoco consiguió que le ofrecieran un puesto en el gabinete, como había esperado.
Sus fracasos en las negociaciones y su postura independentista hicieron que Hitler no confiara en Leopold, que pensaba que podría utilizar a las SA para intentar tomar el poder por su cuenta, quizá por la fuerza. Por ello, envió a Wilhelm Keppler a vigilarle en julio de 1937. Sin embargo, Leopold le dijo a Keppler que no recibía órdenes de nadie. Heinrich Himmler le nombró jefe de la Schutzstaffel austriaca en 1937, pero pronto se cansó del pendenciero Leopold, que también tuvo enfrentamientos con Hermann Göring, Rudolf Hess, Franz von Papen y su colíder de los nazis austriacos Hermann Neubacher. Mientras lideraba a los nazis en Viena durante 1938, Leopold se jactó ante el representante de la Unión Británica de Fascistas Robert Gordon-Canning de que estaba a punto de liderar un levantamiento con la ayuda de Hitler. Sin embargo, la conversación fue captada por Schuschnigg, que hizo registrar la oficina de Leopold, donde se incautaron documentos relacionados con la trama golpista. Hitler destituyó finalmente a Leopold como Landesleiter el 21 de febrero de 1938, con el pretexto de que quería que los nazis austriacos se atuvieran a la legalidad. Hitler, que debía mantener conversaciones con Schuschnigg, estaba especialmente molesto porque Leopold había lanzado una campaña de bombardeos en el periodo previo a la reunión, por lo que actuó rápidamente para destituirlo.

## Carrera en la Alemania nazi
Tras el Anschluss, Leopold pudo continuar su carrera dentro del Partido Nazi en Alemania, a pesar de su anterior apoyo a una Austria independiente. Sin embargo, nunca alcanzó el nivel de liderazgo que había ejercido en Austria. Fue considerado para el cargo de Gauleiter del Reichsgau del Bajo Danubio, que fue a parar a Hugo Jury. El 21 de febrero de 1938, Leopold recibió el título de Gauleiter honorario. En las elecciones del 10 de abril fue elegido diputado austriaco al Reichstag. El 23 de mayo fue nombrado Reichsinspekteur del Partido en Múnich, en el equipo del Führer Adjunto Hess, y ascendido al rango de SA-Gruppenführer. El 1 de junio fue nombrado Führer honorario del Grupo Donau de las SA de Viena. El 30 de enero de 1939 fue condecorado con la Orden de la Sangre del Partido Nazi.

## Servicio en tiempos de guerra y muerte
Al estallar la Segunda Guerra Mundial, Leopold se alistó voluntario en el ejército alemán. Con el grado de Oberstleutnant, mandó un batallón de reserva de tropas austriacas en la batalla de Francia y en la invasión de la Unión Soviética. Murió el 24 de julio de 1941 en el frente oriental a consecuencia de un accidente con una granada de un soldado rumano. Había sido elegido por el ministro del Reich Alfred Rosenberg para el puesto de Generalkommissar para Crimea, pero finalmente el cargo recayó en el también austriaco Alfred Frauenfeld.

## Acciones legales contra la esposa de Leopold en la posguerra
En octubre de 1945, la viuda de Leopold, Sidonie née Saxeneder (16 de agosto de 1894 - 19 de julio de 1980), fue juzgada por el Tribunal Popular de Viena por su pertenencia al Partido Nazi. Era miembro desde 1927 y había sido condecorada con la Insignia de Oro del Partido. El 8 de octubre de 1945, Sidonie fue condenada a dos años y medio de prisión y se le confiscaron sus bienes.años y medio de prisión y sus bienes fueron confiscados. 